# Amtsbezirk Baden
Der Amtsbezirk Baden war um die Mitte des 19. Jahrhunderts eine Verwaltungseinheit im Viertel unter dem Wienerwald in Niederösterreich.
Der Amtsbezirk war der Kreisbehörde in Wiener Neustadt unterstellt und besorgte deren Amtsgeschäfte vor Ort. Die Zuständigkeit erstreckte sich neben Baden auf die damaligen Gemeinden Alland, Gainfarn, Großau, Günselsdorf, Heiligenkreuz, Klausen-Leopoldsdorf, Kottingbrunn, Pfaffstätten, Raisenmarkt, Schönau, Sooß, Teesdorf, Traiskirchen, Tribuswinkel, Vöslau, Weikersdorf bei Baden.
Der Amtsbezirk umfasste dabei 17 Gemeinden mit 20.559 Einwohnern (lt. Zählung von 1851).